# 이시아
이시아(본명: 이지아, 1990년 7월 10일 ~ )는 대한민국의 배우, 가수이다.

## 생애
1990년 7월 10일 서울특별시에서 출생한 그는 2011년 걸 그룹 치치로 데뷔해 현재는 배우로 활동하고 있다.

## 학력
- 2010년 ~ 성균관대학교 연기예술학부

## 경력
- 2011년 ~ 2013년 치치 멤버

## 출연 작품

### 드라마
- 2013년 MBC 일일 특별기획 드라마 《구암 허준》 ... 광해군 부인 유씨 역
- 2014년 SBS 수목드라마 《내겐 너무 사랑스러운 그녀》 ... 윤소은 역 (특별출연)
- 2015년 JTBC 금토드라마 《하녀들》 ... 허윤옥 역
- 2015년 OCN 일요드라마 《귀신 보는 형사 처용 2》 ... 한지수 역
- 2015년 SBS 수목드라마 《리멤버 - 아들의 전쟁》 ... 김한나 역
- 2016년 tvN 금토드라마 《시그널》 ... 김원경 역
- 2016년 네이버 TVcast 웹 드라마 《도플갱어》 ... 연주 역
- 2016년 KBS1 일일드라마 《별난 가족》 ... 강단이 역
- 2017년 OCN 주말드라마 《터널》 ... 신연숙 역
- 2017년 SBS 수목드라마 《수상한 파트너》 ... 이나은 역 (특별출연)
- 2017년 tvN 금요드라마 《모두의 연애》 ... 이시아 역
- 2018년 tvN 주말드라마 《미스터 션샤인》 ... 유진 초이 어머니 역 (특별출연)
- 2018년 SBS 토요드라마 《그녀로 말할 것 같으면》 ... 성형 전 지은한 역 (특별출연)
- 2020년 MBC 월화드라마 《365 : 운명을 거스르는 1년》 ... 서연수 역
- 2021년 Seezn 웹 드라마 《미드나잇 스릴러 - 수퍼모델》 ... 지은 역
- 2022년 TBA 《사자》
- 2023년 KBS2 대하드라마 《고려 거란 전쟁》 ...  원정왕후 역
- 2024년 SBS 금토드라마 《재벌X형사》 ... 김선영 역 (특별출연)
- 2025년 TVING & tvN 월화드라마 《원경》 … 영실 역
- 2025년 TVING 오리지널 드라마 《원경: 단오의 인연》 … 영실 역
- 2025년 KBS2 일일드라마 《친밀한 리플리》... 차정원 역

### 영화
- 2017년 영화 《루시드 드림》 ... 최미연 역
- 2018년 영화 《협상》 ... 유현주 역
- 2019년 영화 《얼굴없는 보스》 ... 정민정 역
- 2021년 영화 《수퍼모델》
- 2024년 영화 《은하수》

### 뮤직비디오
| 연도 | 가수   | 노래                  | 공동 출연 | 비고 |
| ---- | ------ | --------------------- | --------- | ---- |
| 2013 | 김재중 | 〈Just Another Girl〉 |           |      |

### 광고
| 연도 | 기업         | 제품                | 종류                 | 공동 출연 |
| ---- | ------------ | ------------------- | -------------------- | --------- |
| 2013 | 미디어윌     | 벼룩시장            | 신문                 |           |
| 2013 | 파리크라상   | 파리바게뜨          | 제과                 |           |
| 2014 | 네이버       | 밴드                | 소셜 네트워크 서비스 |           |
| 2014 | SK텔레콤     | SK텔레콤            | 통신                 |           |
| 2014 | 하나금융그룹 | 하나은행            | 은행                 |           |
| 2015 | 로레알       | 비오템              | 화장품               |           |
| 2015 | 아모레퍼시픽 | 이니스프리          | 화장품               |           |
| 2015 | 퍼듀파마     | 베타딘 인후스프레이 | 의약품               |           |
| 2015 | 일동후디스   | 그릭요거트          | 발효유               |           |
| 2015 | 삼성전자     | 삼성 페이           | 모바일 결제 서비스   |           |
| 2016 | 잇츠한불     | 잇츠스킨            | 로드샵               |           |
| 2016 | 동국제약     | 판시딜              | 의약품               |           |
| 2017 | 올리브영     | 아이소이            | 드러그스토어         |           |

## 라디오
2024년 4월 4일 107.7 SBS POWER FM 배성재 의 텐 가수 배우 윤채경 과 함께 출연

## 수상 및 후보
| 연도 | 시상식                 | 부문                           | 작품           | 결과 |
| ---- | ---------------------- | ------------------------------ | -------------- | ---- |
| 2016 | 제2회 K웹페스트 영화제 | 여우주연상                     | 도플갱어       | 후보 |
| 2016 | KBS 연기대상           | 일일극부문 여자 우수연기상     | 별난 가족      | 후보 |
| 2023 | KBS 연기대상           | 장편드라마부문 여자 우수연기상 | 고려 거란 전쟁 | 후보 |
| 2023 | KBS 연기대상           | 여자 인기상                    | 고려 거란 전쟁 | 후보 |